# Dent du Chamois
Dent du Chamois är en bergstopp i Schweiz.   Den ligger i distriktet Gruyère och kantonen Fribourg, i den sydvästra delen av landet, 50 km sydväst om huvudstaden Bern. Toppen på Dent du Chamois är 1 830 meter över havet, eller 339 meter över den omgivande terrängen. Bredden vid basen är 2,3 km.
Terrängen runt Dent du Chamois är kuperad norrut, men söderut är den bergig. Närmaste större samhälle är Bulle, 6,9 km nordväst om Dent du Chamois. 
I omgivningarna runt Dent du Chamois växer i huvudsak blandskog. Runt Dent du Chamois är det glesbefolkat, med 15 invånare per kvadratkilometer.